# Комбајн-вршалица
Комбајн-вршалица (буг. Комбайна-вършачка), у Србији и региону позната и као Васко Жабата, је песма коју изводи бугарски певач Ангел Иванов са оркестром Камчија, а раније са Сребрном лиром. У Србији је постала нарочито популарна током августа 2022. године, захваљујући највише друштвеној мрежи TikTok.

## О песми
Најраније забележено извођење ове песме је било 27. октобра 1991. године на некој прослави, а песму је певао Ангел Иванов уз оркестар Сребрна лира. Спот за песму је по речима певача снимљен у некој од година између 1998. и 2000. године, пошто се не сећа тачног датума. Тај спот је снимљен у извођењу оркестра Камчија, и та верзија песме је најпознатија и најпопуларнија у Србији и региону.
Сама песма говори о томе да се не треба да свађати, о уживању уз цигански оркестар у коме гитару свира Васко Жаба (Жабата), на микрофону пева Цеца Мечка (Мецета), и о раду комбајна вршалице. У интервјуу за један бугарски ТВ канал је Петар Иванов, хармоникаш оркестра, рекао да у њиховом бенду немају ни Васка Жабату, ни Цецу Мецету, већ да су то само свакодневни сеоски ликови, односно локални јунаци песме.

## Популарност песме
У другој половини августа 2022. године је песма почела нагло да се шири друштвеном мрежом TikTok, и прегледи на Јутјубу су драстично порасли, па закључно са 12. септембром 2022. године има нешто више од 7,5 милиона прегледа. Гајдаш бенда Недко Царев је сазнао за популарност песме преко своје 14-годишње ћерке, која га је обавестила да се песма јако пуно врти по TikTok-у, и да је популарна и у Србији, Хрватској, Северној Македонији и региону. Чланови оркестра су рекли да их препознају на улици, да су поносни на успех песме, и да стално добијају обавештења преко друштвених мрежа. Певач је рекао и да, када га угледају, кажу "Ево га Васко Жабата". У шаљивом тону се за њих каже да су урадили више на помирењу односа међу државама на Балкану, него сви политичари.